# Lorca Deportiva Club de Fútbol
El Lorca Deportiva Club de Fútbol fue un club de fútbol español de la ciudad de Lorca en la Región de Murcia. Fue fundado en 2002 y desapareció en 2015 tras permanecer inactivo desde 2010.

## Historia

### Fundación y ascenso
El Lorca Deportiva se fundó en el verano de 2002 por Antonio Baños Albacete y un grupo de empresarios locales ante la precaria situación del Lorca CF, cuya desaparición era inminente. El nuevo club comienza en Tercera División tras adquirir la plaza del Balsicas, el entrenador elegido fue el lorquino Benigno Sánchez. El equipo comenzó como un tiro y en la primera vuelta sólo perdió un partido, 1-0 en casa del Relesa Las Palas, si bien el juego del equipo no era muy bueno y Benigno siempre fue cuestionado por el presidente Baños. 
En enero Benigno Sánchez es destituido cuando el equipo iba tercero. Su sustituto es Quique Yagüe, quien ya entrenó al Lorca CF la temporada anterior. Con Yagüe el Lorca no pierde ni un solo partido. El 9 de marzo de 2003 se juega el último partido en el Estadio Municipal de San José, el rival es el Caravaca y vence el Lorca 2-1. El Estadio Francisco Artés Carrasco se inaugura con un partido amistoso contra el FC Barcelona que ganó el equipo catalán por 1-4. El primer gol del Lorca en el nuevo estadio lo marcó Arambarri. El primer partido oficial se juega el 18 de marzo contra el histórico rival del Lorca, el Águilas CF. El partido termina con empate a uno. Tras vencer al Mar Menor en casa el Lorca se proclama campeón del Grupo XIII y se clasifica para la liguilla de ascenso.
En la liguilla de ascenso queda encuadrado en el Grupo C4 y consigue el ascenso a Segunda División B en Onda.

### Debut en Segunda División B
En su primera campaña en la categoría de bronce, compitiendo en el Grupo III, sorprende a propios y extraños quedando segundo tras el Lleida y jugando la liguilla de ascenso en el Grupo B ante Pontevedra, Mirandés y Badajoz, teniendo posibilidades de ascenso hasta la última jornada.
El año siguiente el equipo compite en el Grupo IV, la temporada no empieza bien y tras una serie de malos resultados el entrenador Quique Yagüe es cesado. Su sustituto es para sorpresa de todo el mundo un jugador de la plantilla, Unai Emery. Con Emery en el banquillo el equipo levanta el vuelo, y tras una segunda vuelta magnífica se clasifica en cuarto lugar. Disputa los play-off de ascenso jugando la primera eliminatoria frente al Alicante CF al que gana en ambos partidos. La final se disputa ante el Real Unión de Irún, en cuyo primer partido ante 7000 espectadores el Lorca Deportiva CF cae derrotado en su propio campo. En el partido de vuelta en tierras guipuzcoanas se consigue una épica victoria (1-3), obteniendo el ascenso a Segunda División con un gol histórico marcado por Juan Carlos Ramos.

### Lorca de nuevo en Segunda División
La temporada 2005/06 fue la mejor de toda la historia del fútbol lorquino, de la mano de Unai Emery el equipo luchó por el ascenso a la Primera División. El equipo estuvo la primera vuelta del campeonato en la parte media de la clasificación, pero en la segunda vuelta subió como la espuma, permaneciendo en puestos de ascenso varias jornadas. En la recta final del campeonato surgió la polémica, el presidente Antonio Baños acusó al Levante de comprar a los rivales para asegurarse el ascenso, el Levante llegó a denunciar al presidente lorquino. Manolo Hidalgo, exjugador del Lorca Deportiva y en ese momento jugador del Eibar, reconoció que tenían una prima del Levante por ganar al Lorca. La temporada estaba resultando prodigiosa para la afición lorquinista que se trasladaba en masa en los desplazamientos más cercanos, por ejemplo los 2000 en Murcia contra el Real Murcia, 1500 contra el Ciudad de Murcia o los 1800 contra el Levante UD en Valencia. Finalmente, una inesperada derrota contra el Lleida en el Artés Carrasco, y un empate a cero contra el Levante en Valencia, tras atajar el portero levantinista un penalti lanzado por Facundo Sava, terminaron con el sueño del ascenso para el club blanquiazul. En el último partido de la temporada, contra el Poli Ejido, los jugadores y el entrenador fueron despedidos como héroes.
La siguiente campaña, 2006/07, empieza mal desde la pretemporada, la marcha de Unai Emery al Almería y de jugadores como Sava, Vega o Maldonado lastraron al club. El club hace un importante esfuerzo en mantener al director deportivo Pedro Reverte, ofreciéndole un sueldo de más de 200.000 €. Reverte fracasó estrepitosamente y su contrato lastraría al club durante años.

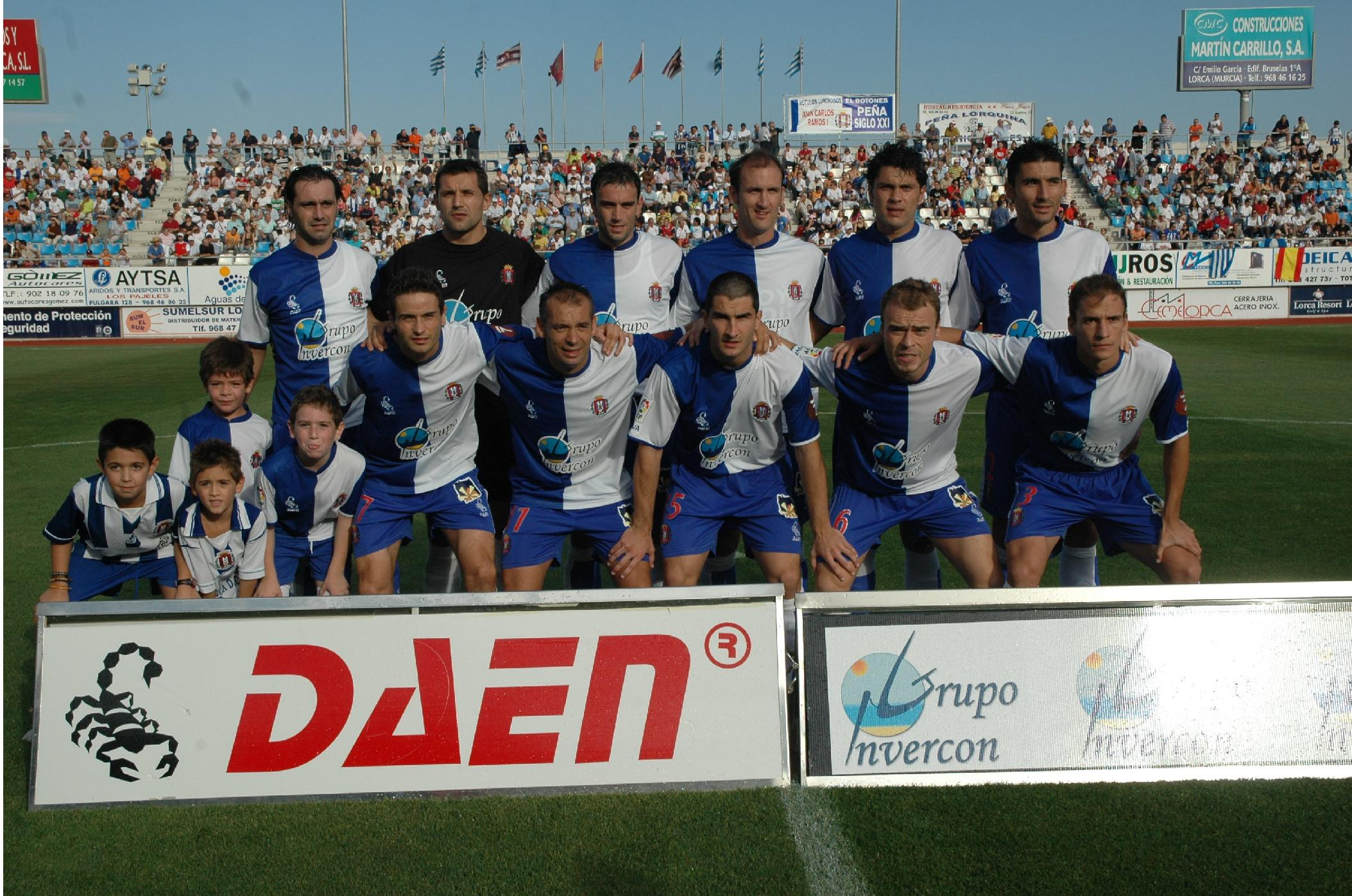
Un once del Lorca Deportiva durante la temporada 2006/07.

El desarrollo de la temporada fue convulso, José Aurelio Gay fue destituido. La elección del nuevo entrenador provocó disputas entre el presidente, que prefería a David Vidal y el director deportivo Pedro Reverte, que quería a José María Salmerón. Finalmente el elegido fue Salmerón, que fue destituido apenas dos meses después, el director de la cantera Víctor Basadre fue quien terminó dirigiendo al equipo. Como se veía venir, el Lorca descendió a Segunda División B.

### Descenso y problemas económicos
De regreso a Segunda B quedó encuadrado en el Grupo IV de Segunda División B entrenado por Miguel Álvarez, en un principio el objetivo era recuperar la categoría perdida, pero  por una mala planificación y una serie de problemas económicos se ve inmerso en la lucha por la permanencia, que consigue matemáticamente a falta de una jornada ante el Betis B.
Finalizada la temporada el consejo de administración busca un comprador, ya que ellos no desean seguir en el mundo del fútbol. Aparece un empresario murciano, Antonio Vicente García. Este empresario presenta su oferta al consejo. Tras varias semanas de tiras y aflojas entre el empresario, el consejo y la afición (que llegó a manifestarse) no consigue hacerse con el club y prefiere desarrollar su proyecto en el Águilas. Tras Antonio Vicente es Manuel Muñoz Carrillo quien decide hacer una oferta para quedarse con el Lorca Deportiva y finalmente lo consigue. Aunque en sus primeros días como presidente descubre que la deuda es mayor de lo esperado, tras dar un ultimátum al consejo saliente se acuerda un plazo para el pago de esa deuda.

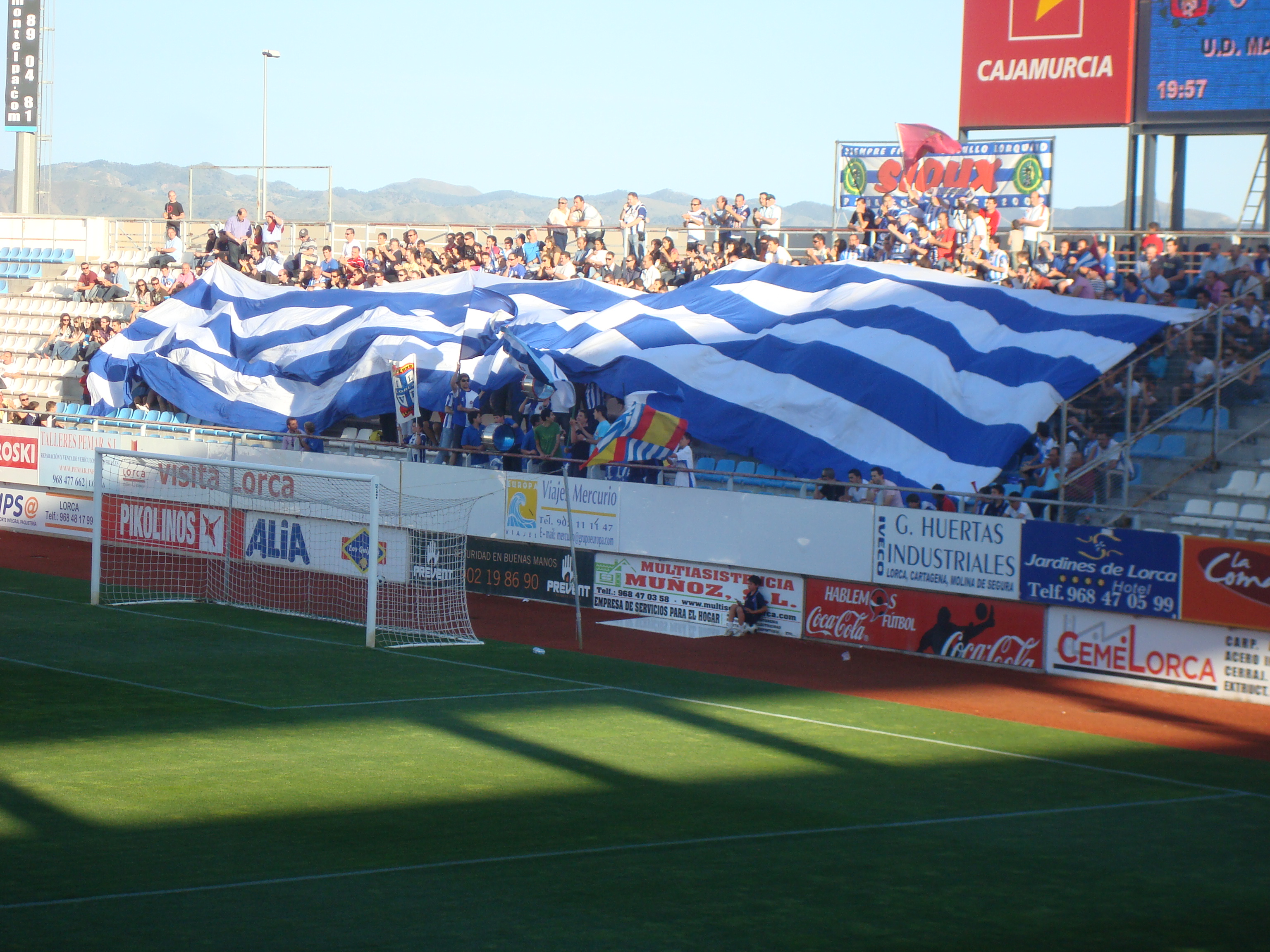
La afición en el partido de la promoción 2009 contra el Marbella.

El técnico elegido para encabezar el proyecto es Gabriel Correa, que hasta ese momento entrenaba al Caravaca de Tercera División. El fichaje estrella llega desde Rumanía, se trata de Daniel Opriţa, aunque el jugador no se adapta a la categoría ni a la vida en España y se marcha en septiembre. El 19 de octubre Gabi Correa es cesado tras una derrota ante el CD Leganés, el director deportivo Joaquín Vigueras se hace cargo del equipo mientras se busca al nuevo técnico. Tres semanas después se anuncia a Roberto Aguirre, que hasta ese momento entrenaba al Atlético de Ciudadela de la Tercera División, como nuevo entrenador del club.

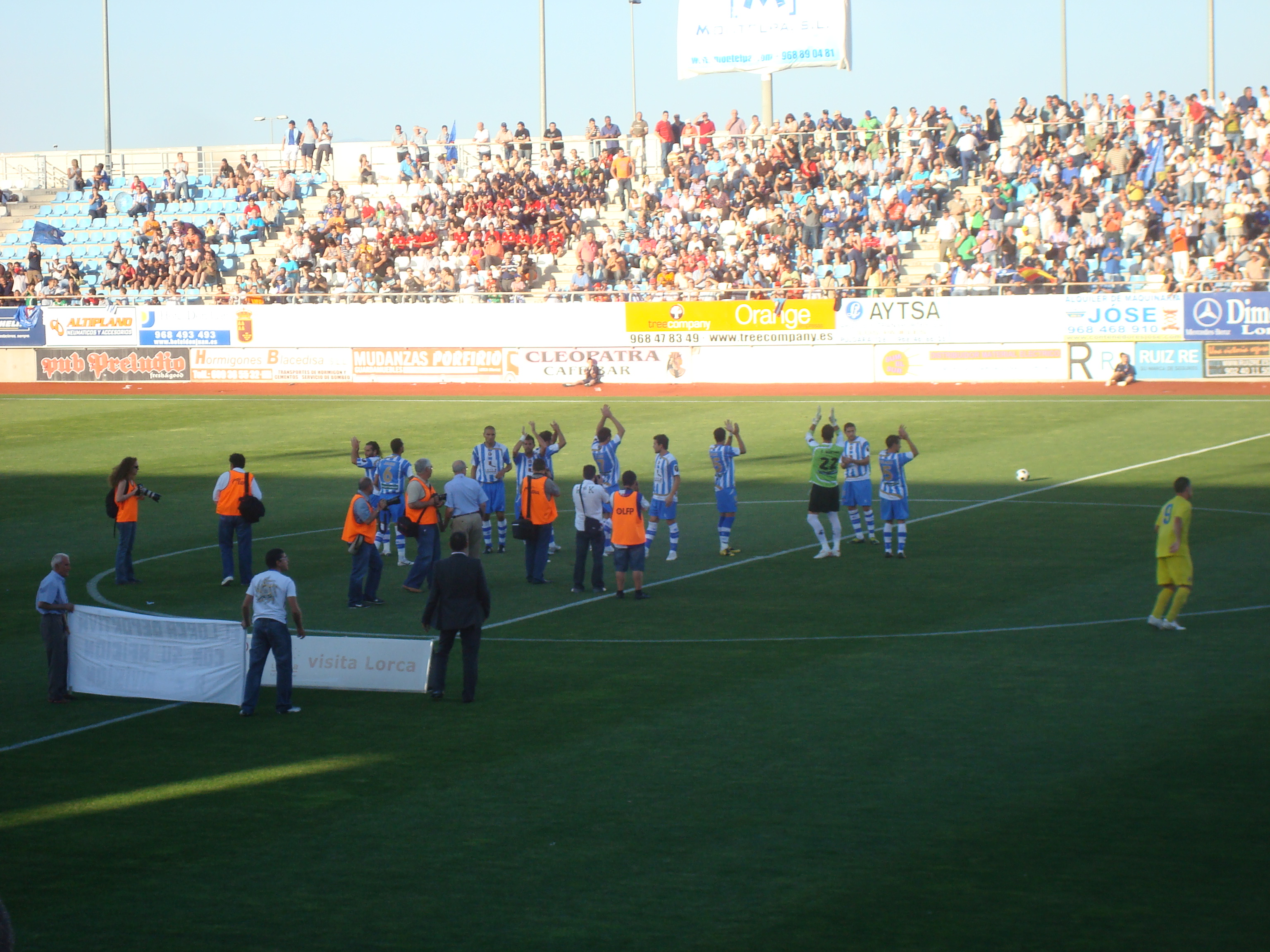
El Lorca en el partido contra el Villarreal B en la promoción 2009

 Manuel Muñoz siguió siendo presidente oficioso hasta el 8 de enero de 2009, cuando se firman las escrituras y se da de baja al anterior consejo y de alta al nuevo. Con Roberto Aguirre el equipo encadena una buena racha de resultados y empieza a recortar puntos con los cuatro primeros hasta que tras ganar al Cartagena en el Cartagonova se mete en puestos de play-off faltando sólo 6 jornadas de liga. Finalmente, tras ganar en la última jornada al Alfaro en tierras riojanas, se clasifica como subcampeón del grupo. En el sorteo queda emparejado con el Marbella en la primera eliminatoria. La ida la gana el Lorca por un contundente 0-2, y la vuelta la pierde por 0-1. En el sorteo celebrado al día siguiente de superar la eliminatoria el bombo lo empareja con el Villarreal B. El primer partido de la eliminatoria cae de lado del filial amarillo por un 1-0. y el segundo también por 2-3, por lo que el Lorca queda eliminado de la lucha por el ascenso.

### Descenso administrativo
Terminada la temporada 2008/09, el presidente vincula la supervivencia del club a unos acuerdos con el Ayuntamiento y al juicio con el director deportivo Pedro Reverte. El 17 de junio se lleva a cabo el juicio y el 26 se conoce la sentencia, el club debe pagarle 379.000 € en los que se engloban los salarios de todo el año y la multa por despido improcedente. Alcanzado el acuerdo con el Ayuntamiento, queda solucionar el problema con los jugadores. El 26 de junio era el día acordado para pagar a los jugadores el dinero que se les adeudaba, sin embargo no se hace y éstos comienzan a denunciar al club ante la AFE. Unos días después, anta la incertidumbre creada en torno a la continuidad del equipo, Manuel Muñoz asegura que no se irá del Lorca "hasta que esté en Primera División", para ello debe negociar con los jugadores el pago de la deuda (unos 363.000 €) para que el equipo no sea descendido a Tercera División.
El 13 de julio se anuncia que el entrenador brasileño Beto Bianchi, hasta la temporada anterior en el Atlético Ciudad, será el nuevo míster del Lorca. Junto a Joaquín Vigueras, quien vuelve tras unos meses fuera del club, se ponen manos a la obra para confeccionar la plantilla a la espera de que se resuelvan las denuncias en la AFE. Conforme se acerca el final del mes las denuncias siguen en AFE y surge un rumor, que poco a poco va cogiendo fuerza, según el cual el presidente dejaría caer al Lorca Deportiva a Tercera División, provocando así el ascenso en los despachos del Moratalla. Manuel Muñoz se haría con el Moratalla, trasladándolo a Lorca y cambiando todas las señas de identidad para crear un nuevo club en la ciudad libre de las deudas generadas por su pésima gestión. Así mismo, dejaría morir al Lorca Deportiva en la Tercera División. El 31 de julio, pese a que días antes Manuel Muñoz había dicho lo contrario no se hace efectivo el pago a los jugadores y el equipo desciende a Tercera División.
El 11 de agosto Manuel Muñoz anuncia en rueda de prensa que el equipo saldrá en Tercera, que se intentará acogerse a la Ley Concursal y que se hará un equipo de aficionados para intentar mantener la categoría. En esa rueda de prensa reconoce que tenía apalabrada la compra de la plaza del Moratalla CF en Segunda División B desde junio, cuando el equipo fue eliminado de los play-offs, y acusa a Antonio Baños y Cristóbal Alcántara de "reventarle" la operación, además le echa la culpa del descenso administrativo al Ayuntamiento, por no pagar las subvenciones a tiempo, y a Baños. Pero apenas seis días después cede la gestión del club a los hermanos Ángel y Fernando Presa, que ya colaboraron con él la temporada anterior. Se anuncia a Julio Algar, el que fuera jugador del desaparecido Lorca Club de Fútbol, como entrenador. Se prepara un conjunto bastante competitivo, fichando hasta 22 jugadores, pese a que el equipo no puede ascender si no paga la deuda en la AFE de la temporada anterior.

### Agonía en Tercera División
El equipo arranca bastante bien y pronto se sitúa entre los cuatro primeros e incluso se llega a poner líder del Grupo XIII durante bastantes jornadas. En la Copa Federación el Lorca va pasando eliminatorias hasta llegar a semifinales. En diciembre los jugadores dejan de cobrar. En la ida de las semifinales de Copa Federación los jugadores hacen un amago de plante, pero finalmente deciden jugar el partido. El Lorca pasa la eliminatoria y se planta en la final. El 16 de marzo la plantilla se planta y amenaza con no jugar ningún partido hasta que se les pague lo que se les debe. Tras una reunión con Ángel Presa deciden jugar, pero a la semana siguiente Ángel Presa y el gerente de las empresas de Manuel Muñoz Carrillo les dice que "No van a poner un euro más en el fútbol" y que no cobrarían. Los jugadores deciden tomar el mando del club, "echando" a los Presa y Manuel Muñoz Carrillo y llegando a cerrar el palco en los partidos para que no entraran. En la ida de la final de la Copa Federación se recaudan 4.700 euros que se reparten entre los jugadores. En la vuelta el San Roque de Lepe también gana y se alza con el título de campeón.
El 29 de marzo de 2010 el juzgado de lo mercantil n.º 2 de Murcia declara al Lorca en concurso voluntario de acreedores. El abogado Gonzalo de la Peña Clavel es el administrador judicial nombrado y el encargado de realizar un estudio sobre la viabilidad del club. El 6 de mayo se reúne con los jugadores, trabajadores y cuerpo técnico para comunicarles que la continuidad del club es muy complicada. Las pocas posibilidades de supervivencia pasan por el ascenso. Debido a los impagos el Lorca cede el primer puesto y sólo consigue ser 3.º en la liga. En la primera eliminatoria se enfrenta al Haro Deportivo, que vence la eliminatoria y deja al Lorca otro año en Tercera y al borde de la desaparición.

### Exilio, retirada y desaparición
En verano nadie cree en la continuidad del Lorca Deportiva. No se sabe nada de Muñoz Carrillo ni del administrador judicial. El Ayuntamiento comunica al club que no podrá usar el Artés Carrasco. Cristóbal Alcántara compra el Sangonera Atlético CF y lo traslada a Lorca, fundando el Lorca Atlético CF. Sin embargo a finales de julio se conoce que el Lorca está inscrito en Tercera, e incluso intenta conseguir el ascenso a Segunda B por el descenso por impagos del CF Atlético Ciudad. Sin embargo le es imposible ya que tendría que pagar más de un millón de euros y es el UD Almería B quien consigue la plaza. El 12 de agosto Muñoz Carrillo anuncia en rueda de prensa que cede la presidencia a Juan Segura Díaz, empresario de Huércal-Overa y que se jugará en el Mundial 82 pese a que en cualquier momento el juez puede decidir la disolución del club. El 23 de agosto, a pocos días de empezar la liga, comienzan los entrenamientos con Beto Bianchi de entrenador y varios jugadores del año anterior. Tras la prohibición por parte del Ayuntamiento de jugar en el Artés Carrasco se le ofrecen otros campos de la localidad, pero el dueño del club prefiere marcharse a jugar toda la liga a Totana porque según él los campos de Lorca que le han ofrecido o no están preparados para acoger partidos de Tercera o no permiten cobrar entrada. El primer partido en Totana, contra el Real Murcia CF B no se cobra entrada. El 11 de septiembre el dueño cambia el nombre competicional del club por LD Olímpico y el equipo empieza a usar en los partidos las camisetas del Olímpico de Totana. En octubre Juan Segura Díaz abandona el club y en la jornada 9 el equipo no se presenta en Calasparra y se retira.
Pese a la retirada el club no desaparece, renuncia a inscribirse en la siguiente temporada en Preferente Autonómica y permanece inactivo. El 19 de abril de 2012 aparece en el BOE el anuncio de la apertura de la fase de liquidación de la entidad. El 12 de junio se publica el Plan de Liquidación, que concluye el 14 de enero de 2014. El 4 de febrero de 2015 se publica en el BOE la conclusión del concurso, cesando las facultades del administrador concursal y haciéndose efectiva la disolución de la entidad.

## Presidentes
| Llegada              | Marcha               | Presidente             |
| -------------------- | -------------------- | ---------------------- |
| 20 de junio de 2002  | 1 de agosto de 2008  | Antonio Baños Albacete |
| 1 de agosto de 2008  | 12 de agosto de 2010 | Manuel Muñoz Carrillo  |
| 12 de agosto de 2010 | 19 de abril de 2012  | Juan Segura Díaz       |

## Himno
El himno fue compuesto por Clemente Manzanera Pelegrín y la música por José Mateos Lorente. Antonio Manzanera López realizó la adaptación. 
El himno se compuso para el CF Lorca Deportiva, pero se ha utilizado también para el Lorca CF y para el Lorca Deportiva CF.
La letra no se ha cambiado desde su composición, por lo que en el himno se nombre al Lorca Deportiva y al ya derruido Estadio Municipal de San José.

## Escudo
El escudo era el original del CF Lorca Deportiva, desaparecido en 1994. Con la fundación del Lorca Deportiva CF se recuperó.
- El Castillo: en el centro del escudo aparece el Castillo de Lorca y emergiendo de las almenas la figura de Alfonso X, Rey de España y conquistador de Lorca en 1244. Lleva en su mano derecha la llave de la ciudad y en la izquierda la espada de la conquista, ambas de oro.

- Las rayas blanquiazules: los colores del club están distribuidos en tres líneas verticales azules y dos blancas en el centro del escudo.

- La corona de laureles: una Corona de laurel rodea el escudo. Esta corona se entregaba a los deportistas en la antigua Grecia. La rama izquierda es más larga que la derecha.

## Uniforme
- Uniforme titular: camiseta a rayas blancas y azules, pantalón azul y medias blanquiazules.
- Uniforme alternativo: camiseta rosa con detalles blancos, pantalón rosa y medias negras y rosas.
- Tercer uniforme: camiseta mitad roja y mitad negra, pantalón negro, medias rojas y negras.

### Evolución del uniforme
| 2002 - 2003 | 2003 - 2004 | 2004 - 2005 | 2005 - 2006 |

| 2006 - 2008 | 2008 - 2009 | 2009 - 2010 | 2010 |

### Indumentaria y patrocinador
Las siguientes tablas detallan cronológicamente las empresas proveedoras de indumentaria y los patrocinadores que tuvo el Lorca Deportiva desde su fundación:
| Periodo   | Proveedor  |
| --------- | ---------- |
| 2002-2005 | Daen Sport |
| 2005-2006 | J'Hayber   |
| 2006-2010 | Daen Sport |

| Periodo   | Patrocinador             |
| --------- | ------------------------ |
| 2002-2003 | Grupo de Empresas 2002   |
| 2003-2007 | Grupo Invercon           |
| 2007-2009 | Lorca, Taller del Tiempo |
| 2009-2010 | Ninguno                  |

## Estadio

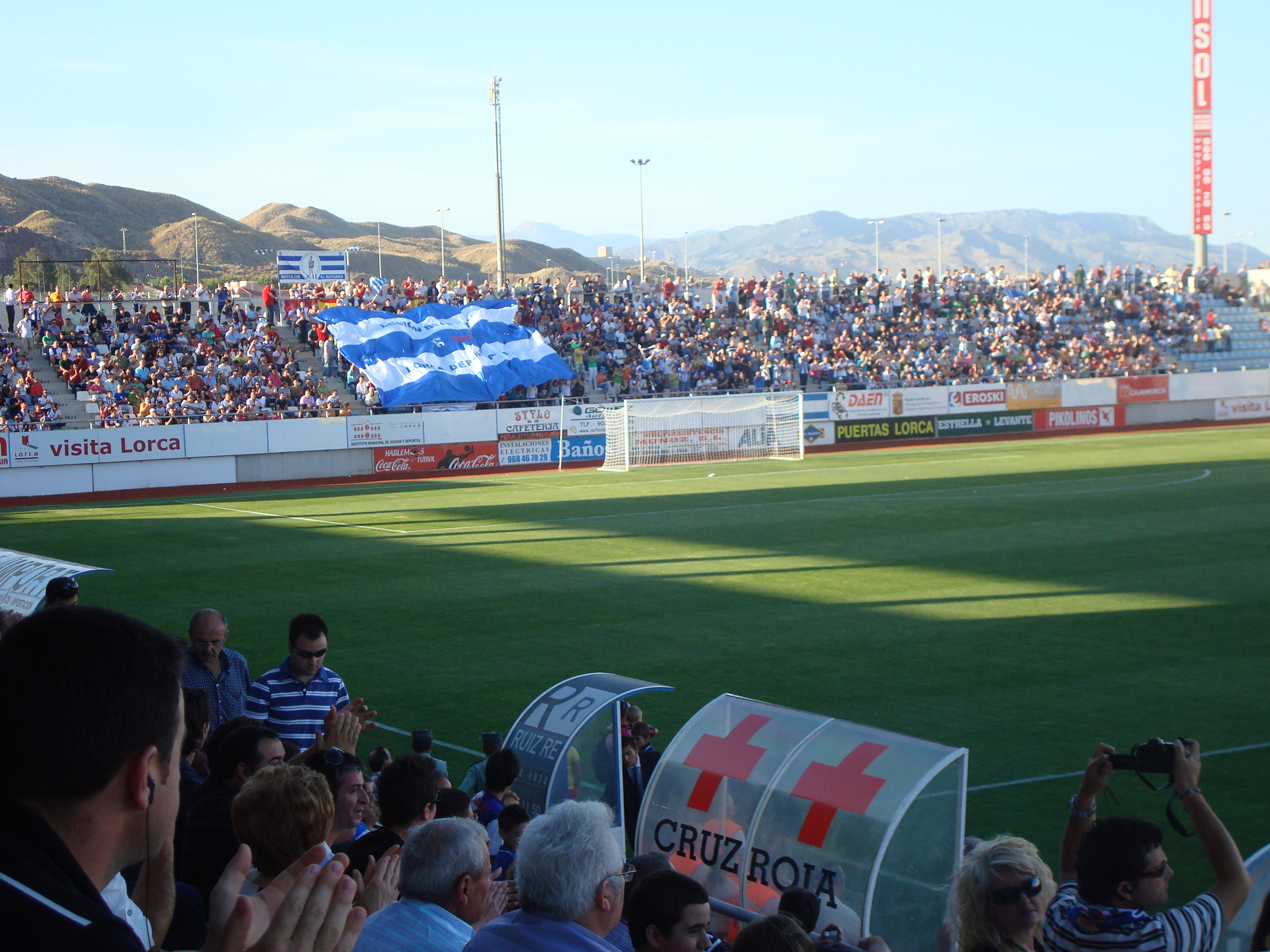
Estadio Francisco Artés Carrasco.

### Municipal de San José
El Lorca Deportiva CF disputó en el viejo estadio Municipal de San José sus partidos desde su fundación hasta el 9 de marzo de 2003. El último partido fue un Lorca Deportiva - Caravaca CF que ganó el Lorca 2-1.

### Francisco Artés Carrasco
El estadio fue inaugurado oficialmente el día 5 de marzo de 2003, con la disputa del partido amistoso entre Lorca Deportiva CF y FC Barcelona. El primer partido oficial se disputó el día 19 de marzo de 2003 entre el Lorca Deportiva CF y el Águilas CF.
Los campos anexos son el Juan Martínez Casuco, utilizado para entrenar y para los partidos del filial y el José Miñarro.
El primer gol en el nuevo campo lo marcó el presidente de Lorca Deportiva Antonio Baños de penalti, el portero era el alcalde de Lorca Miguel Navarro.

## Datos del club
- Temporadas en Primera División: 0
- Temporadas en Segunda División: 2
- Temporadas en Segunda División B: 4
- Temporadas en Tercera División: 3
- Temporadas en Preferente Autonómica: 0
- Temporadas en Primera Autonómica: 0
- Temporadas en Segunda Autonómica: 0

- Mejor puesto en la liga: 5º en Segunda División (temporada 2005-06)
- Peor puesto en la liga: 21º en Segunda División (temporada 2006-07)

- Mayor goleada conseguida en casa: Lorca Deportiva 7-1 Díter Zafra en la temporada 2004-05
- Mayor goleada conseguida fuera: Plus Ultra 0-5 Lorca Deportiva en la temporada 2009-10
- Mayor goleada encajada en casa: Lorca Deportiva 0-4 Castellón en la temporada 2006-07
- Mayor goleada encajada fuera: Málaga 4-0 Lorca Deportiva en la temporada 2006-07

- Entrenador con más partidos: Quique Yagüe con 85 partidos
- Portero con más partidos: Xabier Jauregi con 107 partidos
- Jugador de campo con más partidos: Antonio Robles
- Jugador de campo con más goles: Aitor Huegún con 36 goles

### Trayectoria histórica
| Temporada | Categoría          | Posición | Copa del Rey | Promoción   | Copa RFEF  | Copa FFRM |
| --------- | ------------------ | -------- | ------------ | ----------- | ---------- | --------- |
| 2002/03   | Tercera División   | 1.º      | -            | Asciende    | 1/8        | Campeón   |
| 2003/04   | Segunda División B | 2.º      | 2.ª Ronda    | 4.º Grupo B | -          | -         |
| 2004/05   | Segunda División B | 4.º      | 1/8          | Asciende    | -          | -         |
| 2005/06   | Segunda División   | 5.º      | 1.ª Ronda    | -           | -          | -         |
| 2006/07   | Segunda División   | 21.º     | 1.ª Ronda    | -           | -          | -         |
| 2007/08   | Segunda División B | 11.º     | 1.ª Ronda    | -           | 1/16       | -         |
| 2008/09   | Segunda División B | 2.º      | -            | 2.ª Ronda   | -          | -         |
| 2009/10   | Tercera División   | 3.º      | 1.ª Ronda    | 1.ª Ronda   | Subcampeón | -         |
| 2010/11   | Tercera División   | 20.º     | -            | -           | -          | -         |

|  | Campeón.               |
|  | Ascenso directo.       |
|  | Promoción de ascenso.  |
|  | Promoción de descenso. |
|  | Descenso directo.      |

## Entrenadores

### Cronología de los entrenadores
| Llegada                 | Marcha                  | Entrenador                          |
| ----------------------- | ----------------------- | ----------------------------------- |
| 20 de junio de 2002     | 19 de enero de 2002     | Benigno Sánchez Yepes               |
| 20 de enero de 2002     | 20 de diciembre de 2004 | Enrique Yagüe Nieto                 |
| 21 de diciembre de 2004 | 19 de junio de 2006     | Unai Emery Etxegoien                |
| 1 de julio de 2006      | 18 de diciembre de 2006 | José Aurelio Gay López              |
| 19 de diciembre de 2006 | 21 de diciembre de 2006 | Leonardo López Jiménez (Interino)   |
| 23 de diciembre de 2006 | 26 de febrero de 2007   | José María Salmerón Morales         |
| 27 de febrero de 2007   | 18 de junio de 2007     | Víctor Manuel Basadre Orozco        |
| 1 de julio de 2007      | 19 de mayo de 2008      | Miguel Álvarez Jurado               |
| 9 de julio de 2008      | 19 de octubre de 2008   | Carlos Gabriel Correa Viana         |
| 20 de octubre de 2008   | 10 de noviembre de 2008 | Joaquín Vigueras Cánovas (Interino) |
| 11 de noviembre de 2008 | 30 de junio de 2009     | Roberto Aguirre García              |
| 20 de agosto de 2009    | 24 de mayo de 2010      | Julio Algar Pérez-Castilla          |
| 25 de agosto de 2010    | 22 de octubre de 2010   | Roberto Bianchi Peliser             |

## Otras secciones y filiales

### Equipo filial
El Lorca Deportiva contó con un equipo filial, fundado en 2005, que llegó a jugar en la Tercera División. Desapareció en 2009 por los problemas económicos que atravesaba el club.

#### Entrenadores
| Llegada                 | Marcha              | Entrenador              |
| ----------------------- | ------------------- | ----------------------- |
| 1 de septiembre de 2005 | 15 de mayo de 2006  | Sebastián Jurado Molina |
| 1 de septiembre de 2006 | 1 de junio de 2008  | Fernando Díaz Burgo     |
| 1 de julio de 2008      | 12 de enero de 2009 | Salvador Román Giner    |
| 13 de enero de 2009     | 16 de junio de 2009 | Sebastián Jurado Molina |

#### Trayectoria histórica
| Temporada | Categoría              | Posición | Copa RFEF | Copa FFRM |
| --------- | ---------------------- | -------- | --------- | --------- |
| 2005/06   | Primera Territorial    | 1.º      | -         | -         |
| 2006/07   | Territorial Preferente | 5.º      | -         | -         |
| 2007/08   | Tercera División       | 15.º     | -         | -         |
| 2008/09   | Tercera División       | 13.º     | 2.ª Ronda | Campeón   |

|  | Campeón.               |
|  | Ascenso directo.       |
|  | Promoción de ascenso.  |
|  | Promoción de descenso. |
|  | Descenso directo.      |

## Palmarés

### Torneos nacionales
- Tercera División (1): 2002-03
- Subcampeón de la Segunda División B (2): 2003-04 y 2008-09
- Subcampeón de la Copa Federación: 2009/10

### Torneos regionales
- Copa Federación de la Región de Murcia (1): 2002-03

### Torneos amistosos
- Trofeo Playa y Sol (2): 2004 y 2006
- Trofeo 7 días de Jumilla (1): 2009
- Trofeo Juan Cayuela (1): 2009